# Okresní město
Okresní město (oficiálně sídlo okresu) je sídlo územní nebo územně-správní jednotky okres, v okresním městě zpravidla mají sídla správní orgány vykonávající svoji působnost na území okresu či detašovaná územní pracoviště správních orgánů s územní působností přesahující hranice okresu. Obvykle zde sídlí také další státní orgány, které mají v názvu slovo okresní, ale které již se stávajícími okresy nejsou bezprostředně spojené a jejichž obvod působnosti se s územím okresu nemusí vždy přesně shodovat (okresní soudy, okresní státní zastupitelství).

## Okresní města v České republice

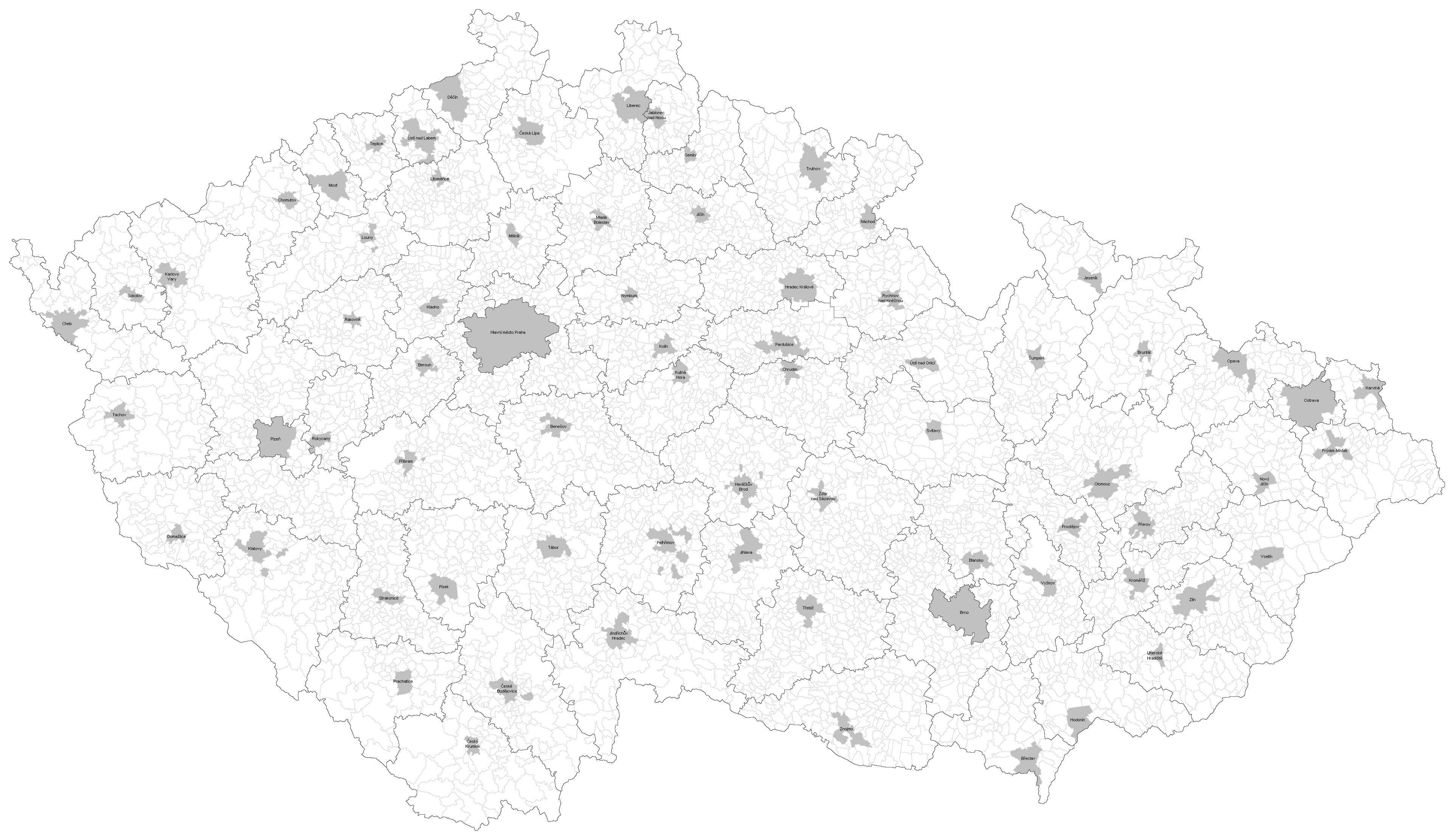
Území okresních měst v České republice

### Okresní města podle rozdělení okresů z roku 1960
Okresy jsou pojmenovány podle měst, ve kterých měly do konce roku 2002 své sídlo. Okresní město bylo většinou součástí území okresu, výjimkou byly okresy Praha-východ, Praha-západ, Brno-venkov, Plzeň-jih a Plzeň-sever.
Mezi okresní města patřila všechna krajská města a také všechna statutární města kromě Havířova a Třince. Dalšími největšími městy (s počtem obyvatel více než 20 tisíc), která od roku 1960 nebyla sídly žádného okresu, byla Orlová, Litvínov, Český Těšín, Krnov, Valašské Meziříčí, Kopřivnice a Bohumín. Nejmenším okresním městem byly Semily, které mají kolem 9 000 obyvatel (Turnov v témž okresu má přes 14 000 obyvatel, ale okresním městem od roku 1960 nebyl). Dalšími nejmenšími okresními městy (od 10 tisíc do 16 tisíc obyvatel) byly Domažlice, Rychnov nad Kněžnou, Prachatice, Jeseník, Tachov, Rokycany, Český Krumlov, Nymburk a Ústí nad Orlicí.
Do roku 1990 působily v okresních městech okresní národní výbory, jejichž součástí byly volené sbory (plénum ONV). Poté byly přeměněny v okresní úřady, souběžně byla zřízena okresní shromáždění, která suplovala neexistující okresní samosprávu. Okresní úřady, které byly všeobecnými územními správními orgány přenesené státní působnosti pro území okresu, byly zrušeny k 1. lednu 2003. Část jejich působnosti přešla na kraje, část na obce s rozšířenou působností, mezi něž patří i všechna bývalá okresní města.
Současně bylo, vzhledem k tomu, že okresy již neměly žádné vlastní orgány, které by mohly někde sídlit, zákonem č. 320/2002 Sb. určení sídel okresů ze zákona o územním členění státu (§ 14) vypuštěno. V dříve stanovených okresních městech však zpravidla stále sídlí okresní soudy a okresní státní zastupitelství, obvod jejich územní působnosti se však od vymezení okresů může lišit.
I nadále jsou všechny okresy v České republice pojmenovány podle konkrétního města, přičemž ve většině případů jde o významné město na území daného okresu, pouze v pěti případech je okres pojmenován podle města mimo své území (okresy Praha-východ, Praha-západ, Plzeň-sever, Plzeň-jih, Brno-venkov, přičemž podle města Brna jsou pojmenovány celkem dva okresy, podle města Prahy dva okresy (nepočítá-li se samotné území hlavního města se speciálním statusem) a podle města Plzně tři okresy. Pouze okres Brno-město je tvořen jedinou obcí, která je tak sama sobě okresním městem.
V praxi je označení okresní město někdy nadále užíváno.